# Objezierze (jezioro)
Objezierze (niem. Boviser See) – jezioro rynnowe w Polsce, położone w województwie zachodniopomorskim, w powiecie choszczeńskim, w gminie Krzęcin.
Akwen leży na Pojezierzu Choszczeńskim, około 300 metrów na zachód od miejscowości Objezierze.